# Pero Stojanowski
Pero Stojanowski (mac. Перо Стојановски; ur. 1 grudnia 1970 w Skopje) – północnomacedoński polityk, w latach 2008–2009 minister edukacji i nauki.